# Arbakes
Arbakes (altgriechisch Ἀρβάκης) war nach dem sagenhaften Bericht des griechischen Geschichtsschreibers Ktesias von Knidos ein Feldherr der Meder unter der Herrschaft des angeblich letzten assyrischen Königs Sardanapal. Nach dessen Selbstverbrennung soll Arbakes Ninive erobert und zerstört haben. In der medischen Königsliste des Ktesias wird Arbakes als König der Meder aufgeführt. Laut einem Keilschrifttext war ein Arbaku einer der 45 Anführer der medischen Distrikte, die dem assyrischen König Sargon II. 713 v. Chr. Tribute zahlten.

## Legendäre griechische Berichte
Seine Erzählung über Arbakes schrieb Ktesias in seinen nicht erhaltenen Persiká nieder. Diodor verwertete Ktesias’ Werk für seine Darstellung der assyrischen Geschichte und gibt diesen Historiker ausdrücklich als Quelle an. Fragmente der Ktesias-Überlieferung liegen auch bei Athenaios vor, und ferner dürfte sich Nikolaos von Damaskus in seinem nur sehr bruchstückhaft erhaltenen Bericht über Arbakes ebenfalls im Wesentlichen auf Ktesias gestützt haben.
Laut Ktesias befehligte Arbakes ein Jahr lang das medische Kontingent der Leibgarde des Königs Sadanapal in Ninive, wo Letzterer zurückgezogen im Palast lebte und einem ausschweifenden und verweichlichten Lebensstil frönte. Arbakes machte bei seinem Wachdienst in Ninive die Bekanntschaft des Chaldäers Belesys, des Führers des babylonischem Aufgebotes. Belesys verstand die Kunst der Sterndeutung und weissagte Arbakes nach Vorzeichen – die von Nikolaus von Damaskus genau erzählt werden –, dass er anstelle des Sardanapal über dessen Reich herrschen werde. Arbakes versprach, wenn die Prophezeiung eintreffe, werde er Belesys die Statthalterschaft von Babylonien unter Befreiung vom Tribut zu übergeben. Dann nahm er Kontakt zu den Heerführern der anderen unterworfenen Völker auf. Außerdem bestach er einen Eunuchen, der ihm ermöglichte, selbst den König zu sehen und dessen würdelosen Lebensstil zu beobachten. Arbakes verabredete mit Belesys, dass er nach Ablauf seiner Dienstzeit die Meder und Perser zum Abfall von Sardanapal bringen werde; gleichzeitig solle Belesys die Babylonier und Araber gegen den König aufwiegeln. Am Ende ihres Dienstjahres kehrten beide in ihre Heimat zurück und setzten ihren Plan in die Tat um. Nach einem weiteren Jahr führten Arbakes und sein Mitverschwörer ein aus den genannten vier Völkern gebildetes Heer von rund 400.000 Mann gegen Ninive. In den folgenden drei Schlachten wurden sie aber jedes Mal von den Truppen des Sardanapal geschlagen; und in der dritten dieser militärischen Auseinandersetzungen trug Arabakes selbst Verletzungen davon. Die meisten Heerführer der mutlos gewordenen Rebellen wollten nun abziehen. Belesys gelang es aber, sie davon zu überzeugen, dass ihnen nach fünf Tagen Hilfe zu Teil werde; denn diesen Beistand sehe er durch seine Beobachtung des Sternhimmels voraus. Tatsächlich näherte sich nach fünf Tagen ein Heer aus Baktrien, das Sardanapal Unterstützung bringen sollte, aber von Arbakes überredet wurde, sich auf die Seite der Aufständischen zu stellen.
Durch einen nächtlichen Überfall eroberte Arbakes das feindliche Lager und vernichtete in zwei Schlachten das assyrische Heer. Die Belagerung von Ninive währte bereits zwei Jahre, doch konnten die Rebellen die Stadt nicht einnehmen, da damals angeblich noch keine Belagerungsmaschinen erfunden waren. Im dritten Jahr der Belagerung schwoll der an Ninive vorbeifließende Strom – laut Diodor sei es der Euphrat gewe-sen – infolge Dauerregens stark an und riss 20 Stadien der Stadtmauer nieder. Nachdem Sardanapal sich mit seinen Konkubinen und Schätzen im Palast verbrannt hatte, drangen die Empörer in die Stadt ein. Arbakes wurde nun zum König ausgerufen. Bei der Verteilung der Beute wurde er von Belesys betrogen, verzieh ihm aber nach Auffliegen des Schwindels. Durch diesen Gnadenakt verschaffte sich Arbakes großes Ansehen. Ninive wurde in Dörfer aufgelöst und die Meder brachten ihren Beuteanteil nach Ekbatana.
Eine abweichende Überlieferung über Arbakes bietet der griechische Historiker Duris von Samos in einem erhaltenen Fragment seiner Geschichtswerke. Demnach bekam Arbakes mit Hilfe des Eunuchen Sparameizes die Gelegenheit, den Palast des Königs in Ninive zu betreten und Sardanapal selbst zu treffen. Er war über dessen weibisches Verhalten so empört, dass er den König sofort erstach.